# Quartiere latino (Parigi)
Il quartiere latino, a Parigi, non è un vero e proprio quartiere nel senso amministrativo del termine, ma una zona a cavallo del V e VI arrondissement, che va da Saint-Germain-des-Prés ai Giardini del Lussemburgo.
Trae il suo nome dall'uso esclusivo della lingua latina, che si utilizzava nel medioevo per i corsi erogati dalle scuole e università site nell'area.

## Storia

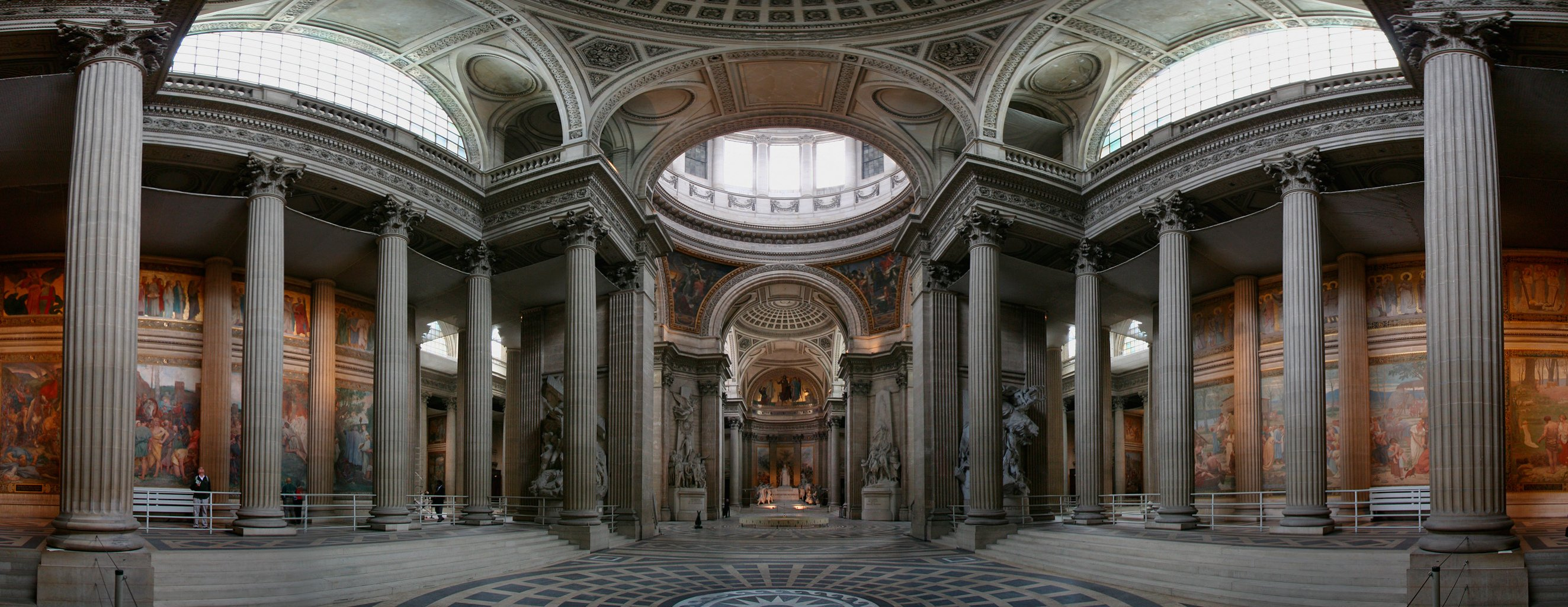
Il Pantheon

Questo quartiere si estende su due arrondissement e ha come centro la Sorbona, ma non corrisponde propriamente a delle reali divisioni amministrative.
È un quartiere molto frequentato da studenti e professori proprio perché vi sono concentrati numerosi istituti, scuole e università. Si pensi, a titolo di esempio, alla Sorbona, alle università Paris II: Panthéon-Assas e Sorbonne Nouvelle, al campus di Jussieu che ospita le università Paris VI e Paris VII, al Collège de France e alla biblioteca Sainte-Geneviève.
Sono inoltre presenti collegi, licei e sedi ufficiali di alcune grandi scuole (École des Mines de Paris, École nationale supérieure des beaux-arts, École normale supérieure, l'École polytechnique, l'Institut supérieur d'électronique de Paris (ISEP). Numerose librerie specializzate in letteratura, poesia, storia, politica, filosofia, sono anch'esse presenti nei dintorni.
Negli anni sessanta e soprattutto durante le manifestazioni del maggio 1968, il quartiere latino è stato uno dei centri nevralgici dei vari moti della contestazione.

## Geografia

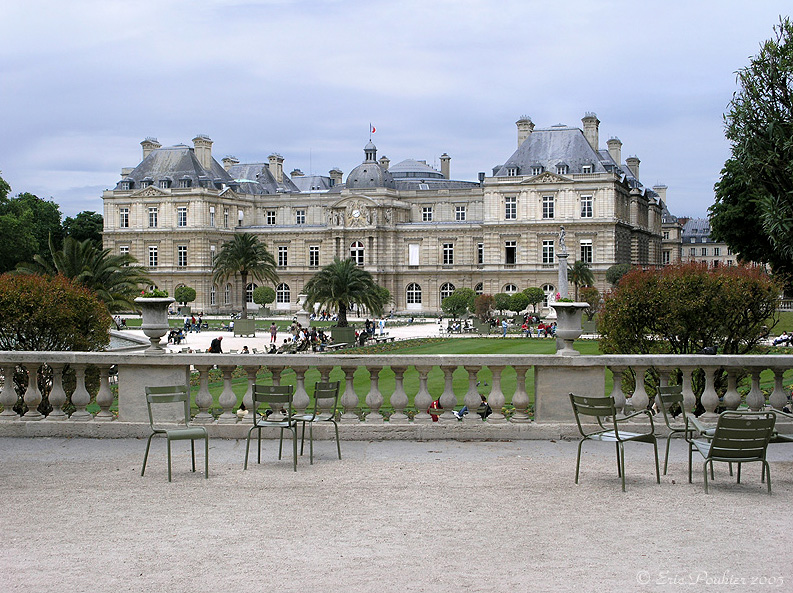
Palazzo del Lussemburgo e Giardini del Lussemburgo

Situato sulla sinistra della Senna, di fronte all'Île de la Cité e all'Île Saint-Louis, è collegato alle isole e all'altra riva da diversi ponti. Fra questi, i seguenti son degni di nota per la loro bellezza:
- il pont de Sully (che scavalcando la punta est dell'isola San Luigi collega direttamente la riva destra e la sinistra);
- il pont de la Tournelle (tra la riva sinistra e l'isola San Luigi);
- il pont de l'Archevêché, il pont au Double, le Petit-Pont e il pont Saint Michel (tra la riva sinistra e l'île de la Cité);
- il pont Neuf, il più antico e più lungo ponte di Parigi (232 m), che attraversa l'intera larghezza della Senna appoggiandosi alla punta occidentale dell'île de la Cité.

## Monumenti e luoghi d'interesse

### Monumenti
- Pantheon
- Museo nazionale del Medioevo, Hôtel de Cluny
- Palazzo del Lussemburgo, sede del Senato
- Giardini del Lussemburgo
- Museo del Lussemburgo
- Hôtel des Monnaies (sede della Zecca di Parigi e del Museo della Zecca di Parigi)
- Sorbona

### Vestigia romane
- Arene di Lutezia
- Terme di Cluny

### Istruzione
- École nationale supérieure de chimie de Paris (Chimie ParisTech)
- Institut de France
- Collège de France
- Biblioteca Sainte-Geneviève
- Università La Sorbona
- Università Paris II : Panthéon-Assas
- Università Paris III: Sorbonne Nouvelle
- Campus de Jussieu Paris VI e Paris VII
- Institut Supérieur d'Électronique de Paris (ISEP)
- École nationale supérieure des beaux-arts
- École nationale supérieure des mines de Paris
- École normale supérieure
- Lycée Henri-IV
- Lycée Louis-le-Grand
- Lycée Saint-Louis
- Lycée Fénelon
- Lycée Lavoisier
- Lycée Montaigne
- Collège Stanislas

### Chiese e conventi
- Chiesa di Saint-Étienne-du-Mont
- Abbazia di Saint-Germain-des-Prés
- Chiesa di Saint-Sulpice
- Chiesa Saint-Séverin
- Chiesa della Sorbona
- Cappella della Sorbona
- Convento dei Cordeliers

### Spettacoli
- Paradis Latin
- Teatro dell'Odeon
- Il Caveau della Huchette

### Altro
- Hôtel des 3 Collèges
- Montagna Sainte-Geneviève
- Piazza Saint-Michel dove si trova la fontana di Saint-Michel
- Rue Mouffetard